# Новый Дунай
Новый Дунай (нем. Neue Donau) — боковой канал на восточной стороне Дуная в Вене (Австрия). Канал был создан с целью обеспечить отток лишней воды при наводнениях путём заполнения ей данного нового резервуара. При этом Донауинзель (остров реки Дунай) был создан искусственно из удалённого материала и отделил новый водный путь от главного русла реки.
Проект был передан Программе ООН по населённым пунктам (UN-HABITAT) как «первая по-настоящему универсальная и полностью устойчивая схемы защиты от наводнений».
Новый Дунай течёт параллельно главной реке на протяжении примерно 21 километра по территории Вены. Он начинается от коммуны Лангенцерсдорф, расположенной к северо-западу от Вены в федеральной земле Нижняя Австрия; протекает через район Флоридсдорф (№ 21) и воссоединяется с Дунаем на территории национального парка Донау-Ауэн (район Донауштадт, № 22) на юго-востоке столицы Австрии. Ширина канала примерно 150 метров, ширина острова варьируется от 70 до 210 метров. На месте сегодняшнего течения Нового Дуная и острова Донауинзель в прошлом был обширный луговой ландшафт, расположенный в стороне от поймы в первой программе по регуляции уровня Дуная (1868—1875).
После катастрофического наводнения в Вене в 1954 году, потребовались годы обсуждений, которые привели к новому плану для регулирования Дуная путём создания вспомогательного канала и длинного барьерного острова. Строительство началось в 1972 году и было завершено только в 1988 году.